# Robbie McEwen

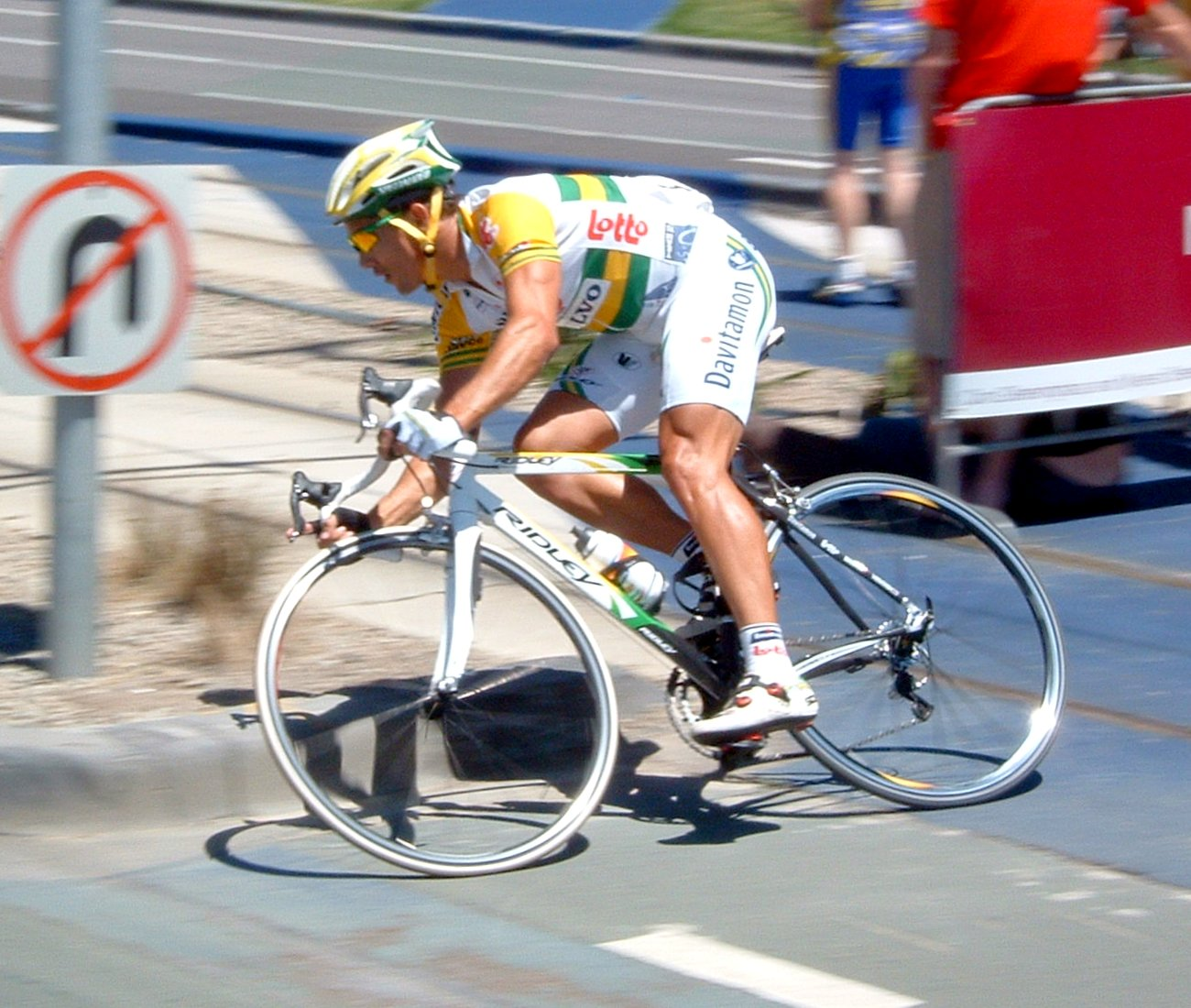
Robbie McEwen 2006.

Robert "Robbie" McEwen, född 24 juni 1972 i Brisbane, Queensland, är en australisk tävlingscyklist. Han räknas som en av världens bästa spurtare. 

## Karriär
Robbie McEwen började med landsvägscykling 1990 efter att tidigare ha kört BMX. Han blev professionell med Rabobank sex år senare. McEwen tävlade mellan 2000 och 2008 för det belgiska UCI ProTour-stallet Silence-Lotto, det tidigare Farm Frites-stallet. I september 2008 blev det klart att McEwen skrivit på ett två-års kontrakt med det ryska UCI ProTour-stallet Team Katusha.
McEwen har vunnit tolv etapper i Giro d'Italia, och är därmed den austaliensare med flest etappsegrar i loppet. Han har också vunnit tolv etapper i Tour de France. Han har även vunnit poängtröjan i Tour de France tre gånger – 2002, 2004 och 2006.
Robbie McEwen slutade tvåa i världsmästerskapens linjelopp 2002 efter italienaren Mario Cipollini.
McEwen har rekordet i antal segrar på Paris-Bryssel då han har vunnit tävlingen fem gånger.
Under säsongen 2008 vann McEwen den andra etappen av Romandiet runt före den italienska spurtaren Daniele Bennati och den danska cyklisten Matti Breschel. McEwen vann också den tredje etappen av Schweiz runt under samma säsong. Dagen därpå vann han också den fjärde etappen framför Oscar Freire Gomez och Gerald Ciolek. I september vann McEwen den tyska tävlingen Vattenfall Cyclassics framför landsmännen Mark Renshaw och Allan Davis. Han vann också Paris-Bryssel i mitten av september för femte gången i sin karriär.

### 2009
McEwen slutade på tredje plats på etapp 2 och 5 av Geelong Bay Classic Series. När tävlingen var över blev det klart att han hade slutat tävlingen på andra plats bakom landsmannen Graeme Brown.
McEwen vann Cancer Council Classic i januari 2009, en tävling som öppnar Tour Down Under, framför Wim Stroetinga och Graeme Brown. Under Tour Down Under slutade han på andra plats på etapp 6 bakom italienaren Francesco Chicchi.
I februari 2009 slutade McEwen tvåa på den första etappen av Challenge Volta a Mallorca bakom sin stallkamrat Gert Steegmans. Dessförinnan hade han slutat på andra plats på Trofeo Mallorca bakom samma cyklist. McEwewn slutade tvåa på etapp 2 och 3 i De Panne tredagars bakom britten Mark Cavendish. McEwen vann etapp 3 av Tour de Picardie framför stallkamraten Danilo Napolitano och italienaren Mattia Gavazzi.
McEwen kraschade i Belgien runt i juni månad och skadade knäet. Senare under säsongen blev han påkörd bakifrån när han var ute och åkte bil och fick en lättare pisksnärtskada som följd. I augusti slutade han trea på en tävling i Antwerpen bakom Mark Cavendish och Jurgen Van Den Broeck.

## Meriter
Tour de France
 Poängtävlingen – 2002, 2004, 2006
12 etapper
Giro d'Italia, 12 etapper
Tour Down Under, 12 etapper
Paris-Nice, 2 etapper
Paris-Bryssel – 2002, 2005, 2006, 2007, 2008
Vattenfall Cyclassics – 2008
 Nationsmästerskapens linjelopp – 2002, 2005

## Stall
- Rabobank 1996–1999
- Domo-Farm Frites 2000–2001
- Lotto 2002–2008
- Team Katusha 2009–2010
- Team RadioShack 2011
- Orica-GreenEDGE 2012–